# Parvis de Saint-Gilles (stație de premetrou din Bruxelles)
fr  Parvis de Saint-Gilles / nl  Sint-Gillisvoorplein este o stație a premetroului din Bruxelles situată în comuna Saint-Gilles din Regiunea Capitalei Bruxelles. Ea se află sub Piața Saint-Gilles, aproape de Șoseaua Waterloo.

## Istoric
Stația Parvis de Saint-Gilles a fost deschisă pe 3 decembrie 1993 și face parte din axa de premetrou Nord-Sud (anterior numită Linia 3) a Metroului din Bruxelles. Prin stație circulă tramvaiele liniilor 3, 4 și 51. Deasupra ei se găsește o stație de suprafață deservită de autobuzele liniei 48.

## Caracteristici
Stația are două linii și două peroane, dispuse de o parte și de alta a liniilor.
Pereții din zona peroanelor sunt acoperiți cu careuri de culoare albastră pe care este scris integral textul Declarației Universale a Drepturilor Omului, în franceză și neerlandeză. Această lucrare în ceramică a artistei Françoise Schein este intitulată „Dyade”.
Stația este accesibilă persoanelor cu dizabilități.

## Linii de tramvai ale STIB în premetrou
- 3 Esplanade - Churchill
- 4 Gare du Nord / Noordstation - Parking Stalle
- 51 Van Haelen - Stade / Stadion

## Legături

### Linii de autobuz ale STIB
- 48 Grand Place / Grote Markt - Decroly

### Linii de autobuz STIBNoctis
- N12 Parking Stalle - Gara Centrală

## Locuri importante în proximitatea stației
- Biserica Saint-Gilles de Bruxelles